# 中乡郡
中乡郡，中国南北朝时设置的郡。
北周保定二年（562年）置中乡郡，治所在中乡县（今陕西榆林市佳县西北一百里）。辖境相当今陕西榆林市城区东北部和佳县西北部一带。隶属于银州，下辖中乡县一县。隋文帝开皇元年（581年）改中乡郡为真乡郡。开皇三年（583年），废真乡郡，真乡县直属银州。